# La principessa dal ventaglio di ferro
La principessa dal ventaglio di ferro (鐵扇公主T, 铁扇公主S, Tiě shàn gōngzhǔP) è il primo lungometraggio di animazione cinese. Diretto a Shanghai in difficili condizioni, durante la seconda guerra sino-giapponese da Wan Guchan e Wan Laiming, la pellicola uscì il 1º gennaio 1941.

## Trama
La storia è stata liberamente adattata da una breve parte nel famoso romanzo Il viaggio in Occidente. La principessa dal ventaglio di ferro è il personaggio principale. In particolare, il film incentrato sul duello tra il Re Scimmia e una vendicativa principessa, il cui ventaglio ha disperato bisogno di spegnere le fiamme che circondano un villaggio di contadini.

## Produzione
I gemelli della famiglia Wan, Wan Laiming e Wan Guchan con i loro fratelli Wan Chaochen e Wan Dihuan furono i primi produttori di cinema di animazione in Cina. Alla fine del 1930, con Shanghai sotto l'occupazione giapponese, hanno iniziato a lavorare sul primo lungometraggio film d'animazione della Cina. Nel 1939 i fratelli Wan videro Biancaneve e i sette nani e impostarono uno standard figurativo che tentasse di creare film di pari qualità per l'onore della nazione.
Il film ha richiesto tre anni, 237 artisti e 350.000 yuan per essere prodotto. L'influenza di Disney è evidente in gran parte dell'animazione. Il rotoscope è stato ampiamente utilizzato per risparmiare denaro, e gli occhi degli attori dal vivo sono spesso visibili nei volti dei personaggi animati.
Nel 1940 il film era composto da 20.000 fotogrammi, più di 200.000 pezzi di carta (400ream = 500 × 400), più di 5 chilometri di riprese. Il risultato finale fu contratto a poco più di 2 chilometri di film, visualizzati in circa 80 minuti. I fratelli Wan invitarono anche i seguenti attori e attrici per il doppiaggio audio: 白虹, 严月玲, 姜明, 韩兰根, 殷秀岑. A quel tempo il film fu sviluppato al dipartimento di animazione Xinhua Film Company, l'unica casa di produzione che non aveva lasciato la città di Shanghai durante l'occupazione giapponese. Il manager della società che finanziò il film fu Zhang Shankun.
La principessa dal ventaglio di ferro fu il primo film d'animazione cinese ad essere prodotto e il dodicesimo al mondo (anche nono tra le pellicole non andate perdute). Il film è stato proiettato dalla società cinese Union Film.

## Influenza culturale
Le influenze della pellicola furono di vasta portata; fu messo in salvo ed esportato rapidamente, causa guerra contro il Giappone, nel 1942, ispirando l'allora sedicenne Tezuka Osamu a diventare un fumettista e spingendo la Marina giapponese di commissionare proprio lungometraggio d'animazione giapponese, Momotarō Umi no Shinpei ("Momotarō il divino marinaio", 1944).